# 寶石寵物 Happiness
《寶石寵物 Happiness》，是三麗鷗和SEGA TOYS共同開發的角色，寶石寵物動畫版的第五作。於2013年4月6日起於東京電視台播出。香港無線電視翡翠台於2015年2月15日以「寶石寵物Ⅴ」的名義播出。

## 故事大綱
發生在和平的寶石國度—寶石王國。某一天，露比等寶石寵物們受到茱莉娜女王的指示，聚集在城堡中，女王發了一個名為「寶石箱（Jewel Box）」的蒐集盒給大家。如果集齊魔法寶石的話，就會發生非常美好且能讓大家感到幸福的事。爲了達成這件事，牠們必須結交新的人類朋友。一開始，寶石寵物們爲了結交新朋友而來到名叫「寶石學園」的學校，寶石寵物受到女王的吩咐而經營「寶石寵物咖啡店」。但是，咖啡店的建築破爛不堪，讓那裡的學生感到相當恐懼。這時和束手無策的露比們搭訕的正是寶石學園的學生—千亞里。千亞里雖然運氣很差但是想法積極精力充沛，和露比氣味相投。千亞里的朋友寧寧和露露卡也加入，計劃咖啡店的菜單，也在校園派發傳單，一開始經營得很順利，後來卻又因為一些意外而讓客人都跑走了。而且，在露比魔法失敗的混亂中，珍貴的寶石箱也不知道飛到哪裡去了…

## 登場人物

### 寶石學園（初中部）
月影千亞里（Tsukikage Chiari）
配音：潘惠美（日本）；凌晞（香港）
人類女主角。中學三年級生。個性開朗但總是厄運連連的少女，經常關注占卜與運勢。
與露比相遇，並成為朋友。
近衛寧寧（Konoe Nene）
配音：葉山郁美（日本）；魏惠娥（香港）
千亞里的室友與同班同學。百貨大亨的千金，在班級總是扮演領導人的角色。
華山露露卡（Hanayama Ruruka）
配音：相澤舞（日本）； 黃昕瑜（香港）
千亞里的室友與同班同學。個性成熟，同學間大姊般的存在。
花園鞠惠（Hanazono Marie）
配音：清水愛（日本）；張頌欣（香港）
中學二年級的另一個校內大千金。對學姊千亞里等人相當排斥，得知魔法寶石的存在後想一窺究竟。
北島薔薇（Kitajima Nobara）
配音：平野綾（日本）；羅孔柔（香港）
鞠惠的同學，崇拜著鞠惠。
餅田睦美（Mochida Mutsumi）
配音：佐佐木望（日本）；柚子蜜（香港）
鞠惠和薔薇的室友。中學二年級生。
和泉川涼子（Izumikawa Ryoko）
配音：赤崎千夏（日本）；陳琴雲（香港）
千亞里的同班同學。中學三年級生。報導部部員。
袴田幸（Hakamada Sachi）
配音：藤井幸代（日本）；陳琴雲（香港）
千亞里的同班同學。
真知子（Machiko）
配音：齋藤彩夏（日本）；梁少霞（香港）
千亞里的同班同學。中學三年級生。漫畫《寶石寵物咖啡店物語》的作者。

### 寶石學園（高中部）
真田幸介（Sanada Kosuke）
配音：細谷佳正（日本）；曹啟謙（香港）
千亞里憧憬著的前輩。
毛利十四郎（Moni Jushiro）
配音：福山潤（日本）；關令翹（香港）
幸介的同學，運動全能的少年，對寧寧有好感。
淺野匠（Asano Takumi）
配音：木村良平（日本）；陳灝瑋（香港）
幸介的同學，頭腦清晰的優異生，但其實是一個很瘋狂地玩遊戲的人。
平和泉（Taira Izumi）
配音：澤城美雪（日本）；鍾見麟（香港）
幸介的同學，雖然表面上喜歡硬派，但私下對寶石寵物相當著迷。

### 教職員
梓老師（Azusa Sensei）
配音：茅野愛衣（日本）；吳羨婷（香港）
中學部老師，千亞里的班主任。十分溫柔，明白事理，很天然。
山田亞比路（Yamada Apil）
配音：遊佐浩二（日本）；梁偉德（香港）
醫療室老師
配音：上田燿司（日本）；林國雄（香港）
菖蒲（Ayame）
配音：高森奈津美（日本）；陳皓宜（香港）
田中帕洛馬（Tanaka Paroma）
配音：上田燿司（日本）；陳永信（香港）
寶石學園的校長。真正的身份是魔法師，收到茱莉娜女王的命令去調查紅色月亮。
沙古老師（Shaku Sensei）
配音：岩崎征實（日本）；張炳強（香港）

### 其他
茱莉娜女王（Jewelina）
配音：豐崎愛生（日本）；朱妙蘭（香港）
老闆（Master）
配音：上田燿司（日本）；潘文柏（香港）
龍（Dragon）
配音：下崎紘史（日本）；張方正（香港）
真田才藏（Sanada Saizou）
配音：矢部雅史（日本）；陳永信（香港）
真田的祖父。
亞里沙老師（Arisa Sensei）
配音：茅野愛衣（日本）；吳羨婷（香港）
棕熊學校的老師，梓老師的親戚.
洋馬（Yanma）
配音員：遊佐浩二（日本）；李致林（香港）
棕熊學校的學生，蘿莎的好朋友.
奈美子（Nameko）
配音：福山潤、上田燿司（日本）
尤力．亞芙羅舒基
配音：小野大輔（日本）；黃積權（香港）
食堂的大嬸台
配音：上田燿司（日本）；馮志輝（香港）
食堂的大嬸
配音：清水愛（日本）；蔡惠萍（香港）
代理人絲美絲
配音：高岡瓶（日本）
US01
配音：林大地（日本）
於第41話登場。
US02
配音：荒川聰之（日本）
於第41話登場。
尤美香（Yumika）
配音：內藤千晶（日本）；鄭麗麗（香港）

## 登場的寶石寵物

### 寶石寵物

#### 主要寶石寵物
露比（Ruby）
配音員：齋藤彩夏（日本）；何璐怡（香港）
一隻女性日本兔。
與千亞里心靈合一出現心形的紅寶石及兩個迷你心形的紅寶石。
佳娜德（Garnet）
配音員：平野綾（日本）；林元春、鄭麗麗（代配）（香港）
一隻女性波斯貓。
與千亞里心靈合一出現方形的石榴石。
與寶石寵物咖啡店各人及寶石寵物心靈合一出現兩個迷你方形的石榴石。
莎菲（Sapphie）
配音員：佐佐木望（日本）；朱妙蘭（香港）
一隻女性查理斯王小獵犬。
與寧寧心靈合一出現星形的藍寶石。
與梓老師心靈合一出現兩個迷你星形的藍寶石。
奈娜（Labra）
配音員：澤城美雪（日本）；劉惠雲（香港）
一隻女性北極熊。
與露露卡心靈合一出現青藍色的鑽石。
與真知子心靈合一出現兩個青藍色的鑽石。
安祖娜（Angela）
配音員：豐崎愛生（日本）；成瑤孆（香港）
一隻女性羊駝。
與匠心靈合一出現青藍色的水滴形天使石及兩個迷你青藍色的水滴形天使石。
與匠及露露卡心靈合一出現三個迷你青藍色的水滴形天使石。
羅莎（Rosa）
配音員：茅野愛衣（日本）；何寶珊（香港）
一隻女性棕熊。
與涼子心靈合一出現心形的玫瑰石。
與亞里沙老師心靈合一出現兩個迷你心形的玫瑰石。

#### 其他寶石寵物
歐帕露（Opal）
配音員：澤城美雪（日本）；曾佩儀（香港）
與和泉及老闆心靈合一出現水藍色的小滴形鑽石。
伊歐（Io）
配音員：佐佐木望（日本）；柚子蜜（香港）
與薔薇心靈合一出現寶石。
珊瑚（Sango）
配音員：清水愛（日本）；陳皓宜（香港）
與寧寧心靈合一出現寶石。
迪安（Dian）
配音員：福山潤（日本）；黃啟昌（香港）
與寶石寵物咖啡店和食堂各人及寶石寵物心靈合一出現寶石。
貝莉朵（Peridot）
配音員：甲斐田幸（日本）；曾秀清（香港）
與菖蒲心靈合一出現星形的橄欖石。
與眾寶石寵物及千亞里各人心靈合一出現兩顆迷你的星形橄欖石。
查洛特（Charotte）
配音員：MAKO（日本）；黃淑芬（香港）
與睦美心靈合一出現紫色的鑽石。
與所有參與萬聖節的人心靈合一出現兩顆迷你的紫色鑽石。
（Diana）
配音員：宍戶留美（日本）；黃淑芬（香港）
與幸心靈合一出現鑽石。
與幸、千亞里、寧寧、露露卡、露比心靈合一出現兩顆迷你的鑽石。
凱特（Chite）
配音員：澤城美雪（日本）；雷碧娜（香港）
米爾姬（Milky）
配音員：內海慶子（日本）；黃淑芬（香港）
與小龍心靈合一出現寶石。
芙蘿拉（Flora）
配音員：金田晶（日本）；陳琴雲（香港）
與和泉心靈合一出現寶石。
露娜（Luna）
配音員：宍戶留美（日本）；黃瑩瑩→張頌欣（香港）
與薔薇心靈合一出現寶石。
吉塔那（Titana）
配音員：江里夏（日本）；謝潔貞（香港）
與梓老師心靈合一出現一個黃色星形的寶石。
陶魯（Tour）
配音員：竹內順子（日本）；林丹鳳（香港）
與毛利心靈合一出現寶石。
積斯巴（Jasper）
配音員：KENN（日本）；周倚天（香港）
與露露卡及奈娜心靈合一出現紅色的寶石。
哥奴（Coal）
配音員：上田燿司（日本）；關令翹（香港）
與尤美香和玩偶心靈合一出現黑色的寶石。
古哈科（Kohaku）
配音員：皆川純子（日本）；黃瑩瑩（香港）
與真田心靈合一出現星型的寶石。
普蕾絲（Prase）
配音員：岩村愛子（日本）；柚子蜜（香港）
與梓老師心靈合一出現一個心形的寶石。
凱雅（Kaiya）
配音員：酒井香奈子（日本）；沈小蘭（香港）
與寧寧心靈合一出現心形的藍寶石。
大王（King）
配音員：木內秀信（日本）；袁淑珍（香港）
與真知子心靈合一出現一個紫色星形的寶石。
小玲（Rin）
配音員：原嶋明（日本）；陳琴雲（香港）
與露露卡心靈合一出現橘黃色的水滴形寶石。
亞古亞（Aqua）
配音員：岡野浩介（日本）；蔡惠萍（香港）
與睦美心靈合一出現水色的鑽石。
塔塔（Tata）
配音員：竹內順子（日本）；謝潔貞（香港）
與千亞里心靈合一出現寶石。
拉比斯（Lapis）
配音員：竹內順子（日本）；陳皓宜（香港）
與露露卡和醫護室老師心靈合一出現藍色的寶石。
拉爾德（Rald）
配音員：土屋真由美（日本）；朱妙蘭（香港）
與亞比路心靈合一出現心形的綠寶石。
奈弗萊（Nephrite）
配音員：尾崎惠（日本）；林丹鳳（香港）
喜歡莎菲。
與莎菲和寶石學園眾人心靈合一出現綠色的寶石。
尤克（Yuku）
配音員：吉田仁美（日本）；魏惠娥（香港）
與和泉心靈合一出現綠色的寶石。
亞歷克（Alex）
配音員：五十嵐裕美（日本）；黃麗芳（香港）
與薔薇心靈合一出現紫色的鑽石。
雅美莉（Amelie）
配音員：悠木碧（日本）；張頌欣（香港）
與毛利和寧寧心靈合一出現心型的紫色寶石。
古拉萊特（Granite）
配音員：田丸篤志（日本）；李凱傑（香港）

### 甜品寵物
櫻桃（Sakuran）
配音員：日高里菜（日本）；張頌欣（香港）

## 道具
寶石箱（Jewel Box）
收集寶石的大箱子。
魔法寶石（Magic Jewel）
寶石寵物與人類心靈相通的時候出現的心之結晶。
如果集齊的話，就會發生非常美好且能讓大家感到幸福的事，而且可以對抗「紅色月亮」的魔力。
Jewelpod
寶石寵物用魔法時使用的Smart Phone型魔法用具。

## 用語
寶石學園初中部／高中部
理事長為茱莉娜。男女校。
寶石寵物咖啡店
由寶石寵物們營運的咖啡店。場地於寶石學園食堂的附近建成。最初是一個廢墟。後來跟食堂合併。
寶石咖啡店傳言
露比宣傳店的傳言。已廣泛宣播。內容：那可愛的女孩子（以魔法寶石化身成魔法少女的千亞里）。
紅色月亮
第10話開始染上紅色的月亮。為了對抗紅色月亮，茱莉娜吩咐寶石寵物們收集魔法寶石。
寶田學園
寶石學園的友校。每年與寶石學園一同合辦體育祭。
棕熊學校
遠邊山丘上，棕熊們入讀的學校。

## 電視動畫

### 製作人員
- 原作：三麗鷗、Sega Toys
- 企劃：佐佐木章人、木村純一、安東ちよ、中村直樹
- 監督：櫻井弘明
- 系列構成：寶石學園文藝部
- 角色設計：宮川知子、小田嶋瞳
- 美術監督：永井桂介
- 色彩設計：漆戶幸子
- 攝影監督：堀野大輔
- CG監督：佐藤淳也
- 編輯：中葉由美子、村井秀明
- 音響監督：岩浪美和
- 音樂：前口涉
- 音樂主任：甲克裕
- 音樂製作：愛貝娛樂、Smile Company Ltd.
- 助理監製片人：岡村武真、渡邊愛美、森田和寬
- 動畫監製：別府幸司
- 監製：吉野文（東京電視台）、大野亮介、可知秀幸
- 動畫製作：STUDIO COMET
- 製作：東京電視台、MediaNet、We've

### 主題曲
片頭曲（第1－39話）、片尾曲
作詞：Satomi，作曲：Tetsuro Oda，編曲：KAZ，歌：Fairies（SONIC GROOVE）
「RUN with U」片頭曲（第40－52話）
作詞：Satomi，作曲：LASSE HANSEN，編曲：KAZ，歌：Fairies（SONIC GROOVE）
「閃耀的寶石」片頭曲（香港粵語版本，第1－39話）
作詞：天旋，作曲：Tetsuro Oda，編曲：黃浩智，歌：何雁詩

### 各話標題
| 話數   | 日文標題 | 香港標題                       | 劇本            | 分鏡                | 演出                | 作畫監督                    |
| ------ | -------- | ------------------------------ | --------------- | ------------------- | ------------------- | --------------------------- |
| 第1話  |          | 收集魔法寶石啦！               | 高橋奈津子      | 櫻井弘明            | 佐藤昌文            | 鶴田愛                      |
| 第2話  |          | 消失了啊！                     | 高橋奈津子      | 福田道生            | 荻原露光            | 松本勝次                    |
| 第3話  |          | 破壞得到寶石！                 | 千葉克彥        | 川崎逸朗            | 又野弘道            | 山崎展義                    |
| 第4話  |          | 做好朋友，Love！               | 加藤還一        | 稻垣隆行            | 高村雄太            | 一川孝久、鶴田愛            |
| 第5話  |          | 無論如何我都好想要！           | 金杉弘子        | 高柳哲司            | 徐惠真              | 筆坂明規、金城美保 近藤瑠衣 |
| 第6話  |          | 玫瑰在開花！                   | 高橋奈津子      | 島崎奈奈子          | 關野關十            | 川島尚                      |
| 第7話  |          | 摸摸 Paca！                    | 福田裕子        | 中村憲由 櫻井弘明   | 關曉子              | 森亞彌子、池內直子          |
| 第8話  |          | 寶石寵物總選舉！               | 杉浦真夕        | 名村英敏            | 秦義人              | 野田康行                    |
| 第9話  |          | 占卜布甸！                     | 櫻井弘明        | 稻垣隆行            | 荻原露光            | 松本勝次                    |
| 第10話 |          | 紅色月亮令人討厭！             | 加藤還一        | 岡本英樹            | 又野弘道            | 山崎展義                    |
| 第11話 |          | 運動會！                       | 金杉弘子        | 大久保政雄          | 大久保政雄          | 鶴田愛                      |
| 第12話 |          | 瑚櫻羅組合三重奏，Mochi！      | 福田裕子        | 川崎逸朗            | 徐惠真              | 筆坂明規、金城美保 近藤瑠衣 |
| 第13話 |          | 有龍出現！                     | 高橋奈津子      | 福田道生            | 關野關十            | 一川孝久、大澤美奈          |
| 第14話 |          | 平同學，好帥氣！               | 杉浦真夕        | 森脇真琴            | 關曉子              | 森亞彌子、池內直子          |
| 第15話 |          | 去寄信了！                     | 加藤還一        | 佐藤昌文            | 佐藤昌文            | 野田康行                    |
| 第16話 |          | 去滑浪啊！                     | 金杉弘子        | 赤城博昭            | 荻原露光            | 松本勝次                    |
| 第17話 |          | 比試膽量，Jewelin Pa！         | 福田裕子        | 大久保政雄          | 大久保政雄          | 大澤美奈                    |
| 第18話 |          | 毛利同學打乒乓球！             | 杉浦真夕        | 名村英敏            | 秦義人              | 鶴田愛                      |
| 第19話 |          | 很冷啊⋯                        | 平見瞠          | 島崎奈奈子          | 徐惠真              | 筆坂明規、金城美保 近藤瑠衣 |
| 第20話 |          | 上山去摘咖啡豆！               | 加藤還一        | 赤城博昭            | 關野關十            | 一川孝久                    |
| 第21話 |          | 那東西不足夠，love！           | 金杉弘子        | 森脇真琴            | 森脇真琴            | 竹內旭、宮川知子            |
| 第22話 |          | 蔬菜品評師，Bu！               | 高橋奈津子      | 福田道生            | 高村雄太            | 野田康行                    |
| 第23話 |          | 收徒弟 小狗！                  | 福田裕子        | 島崎奈奈子          | 荻原露光            | 松本勝次                    |
| 第24話 |          | 是棕熊的學校！                 | 櫻井弘明 平見瞠 | 櫻井弘明            | 秦義人              | 鶴田愛、加藤壯              |
| 第25話 |          | 與普蕾斯演舞台劇！             | 杉浦真夕        | 大久保政雄          | 大久保政雄          | 大澤美奈                    |
| 第26話 |          | 寶石寵物咖啡店，Beauty！       | 金杉弘子        | 名村英敏            | 徐惠真              | 金城美保、近藤瑠衣          |
| 第27話 |          | 世界冠軍 厲害 Paca！           | 加藤還一        | 赤城博昭            | 赤城博昭            | 一川孝久                    |
| 第28話 |          | 藍色小鳥飛來了！               | 福田裕子        | 岡本英樹            | 木村泰大            | 加藤壯、飯田清貴            |
| 第29話 |          | 太貪心可不行啊！               | 高橋奈津子      | 森脇真琴            | 森脇真琴            | 野田康行、竹內旭            |
| 第30話 |          | 寶石萬聖節！                   | 橫谷昌宏        | 福田道生            | 荻原露光            | 松本勝次                    |
| 第31話 |          | 要對鞠惠同學保密！             | 金杉弘子        | 佐藤昌文            | 佐藤昌文            | 鶴田愛                      |
| 第32話 |          | 會被牠吃掉的！                 | 加藤還一        | 大久保雅雄 宇根信也 | 大久保雅雄          | 川島尚                      |
| 第33話 |          | 再見 寶石寵物咖啡店！          | 杉浦真夕        | 名村英敏            | 徐惠真              | 金城美保、近藤瑠衣          |
| 第34話 |          | 寶石學園會消失！               | 福田裕子        | 赤城博昭            | 赤城博昭            | 一川孝久、鶴田愛            |
| 第35話 |          | Happiness秘密基地！            | 高橋奈津子      | 山本天志            | 秦義人              | 加藤壯、飯田清貴            |
| 第36話 |          | 嬰兒茱莉娜！                   | 加藤還一        | 森脇真琴            | 森脇真琴            | 野田康行、竹内旭            |
| 第37話 |          | 我想要朋友，黑暗！             | 金杉弘子        | 島崎奈奈子          | 荻原露光            | 松本勝次                    |
| 第38話 |          | 唱歌吧！寶石聖誕節！           | 杉浦真夕        | 佐藤昌文            | 佐藤昌文            | 鶴田愛                      |
| 第39話 |          | 我忘記了！                     | 橫谷昌宏        | 大久保政雄 宇根信也 | 大久保政雄 宇根信也 | 大澤美奈                    |
| 第40話 |          | 寶石防衛隊，出動！             | 櫻井弘明        | 木村泰大 櫻井弘明   | 木村泰大            | 飯田清貴、加藤壯            |
| 第41話 |          | 美少女寶石寵物，在哪裡？       | 加藤還一        | 赤城博昭            | 赤城博昭            | 一川孝久、加藤壯 野田康行   |
| 第42話 |          | 寶石學園驛站接力賽！去，加油！ | 金杉弘子        | 稻垣隆行            | 徐惠真              | 金城美保、近藤瑠衣 洪範錫   |
| 第43話 |          | 最後一場不出現！               | 橫谷昌宏        | 森脇真琴            | 森脇真琴            | 野田康行、竹內旭            |
| 第44話 |          | 不再閃亮了！                   | 杉浦真夕        | 岡本英樹            | 荻原露光            | 松本勝次                    |
| 第45話 |          | 情人節，滾呀滾呀！             | 福田裕子        | 佐藤昌文            | 佐藤昌文            | 野田康行、大澤美奈          |
| 第46話 |          | EK Men's！砰！                 | 高橋奈津子      | 福田道生            | 秦義人              | 鶴田愛                      |
| 第47話 |          | 黑色寶石城，真的很好！         | 金杉弘子        | 名村英敏            | 徐惠真              | 金城美保 近藤瑠衣           |
| 第48話 |          | 有人從宇宙來了！               | 加藤還一        | 稻垣隆行            | 木村泰大            | 飯田清貴 加藤壯             |
| 第49話 |          | Unhappiness令人傻乎乎！        | 福田裕子        | 大久保政雄 宇根信也 | 大久保政雄 宇根信也 | 一川孝久 竹内旭             |
| 第50話 |          | Happiness就由我來守護吧，佳！  | 橫谷昌宏        | 稻垣隆行            | 荻原露光            | 松本勝次                    |
| 第51話 |          | 千亞里變身了！                 | 高橋奈津子      | 赤城博昭            | 赤城博昭            | 野田康行 大澤美奈           |
| 第52話 |          | 一起笑的話，就是Happiness！    | 金杉弘子        | 櫻井弘明            | 櫻井弘明            | 小田嶋瞳 宮川知子           |

### 播放電視台
| 播放地區       | 播放電視台   | 播放日期                                           | 播放時間                                            | 所屬聯播網 | 備註   |
| -------------- | ------------ | -------------------------------------------------- | --------------------------------------------------- | ---------- | ------ |
| 大阪府         | 大阪電視台   | 2013年4月6日－2014年3月29日                        | 星期六 07時00分－07時30分                           | 東京電視網 |        |
| 關東廣域圈     | 東京電視台   | 2013年4月6日－2014年3月29日                        | 星期六 09時30分－10時00分                           | 東京電視網 | 製作局 |
| 北海道         | 北海道電視台 | 2013年4月7日－2014年3月30日                        | 星期日 07時00分－07時30分                           | 東京電視網 |        |
| 愛知縣         | 愛知電視台   | 2013年4月7日－2014年3月30日                        | 星期日 07時00分－07時30分                           | 東京電視網 |        |
| 岡山縣、香川縣 | 濑户内電視台 | 2013年4月7日－2014年3月30日                        | 星期日 07時00分－07時30分                           | 東京電視網 |        |
| 福岡縣         | TVQ九州播放  | 2013年4月7日－2014年3月30日                        | 星期日 07時00分－07時30分                           | 東京電視網 |        |
| 滋賀縣         | 琵琶湖放送   | 2013年4月27日－2014年3月29日 2014年4月6日－5月11日 | 星期六 07時00分－07時30分 星期日 05時55分－06時25分 | 獨立局     |        |
| 和歌山縣       | 和歌山電視台 | 2013年7月10日－2014年7月9日                        | 星期三 07時30分－08時00分                           | 獨立局     |        |

| 東京電視台 星期六 9:30－10:00 節目 | 東京電視台 星期六 9:30－10:00 節目                 | 東京電視台 星期六 9:30－10:00 節目 |
| ---------------------------------- | -------------------------------------------------- | ---------------------------------- |
|                                    | 寶石寵物 Happiness （2013年4月6日－2014年3月29日） |                                    |
| 寶石寵物 Kira☆Deco！               | Lady 寶石寵物                                      |                                    |

| 翡翠台 星期六 17:30－17:55、星期日 17:30－18:00 節目 4月25日起 星期六、日 17:30－18:00 7月5日起 星期日 17:30－18:00 | 翡翠台 星期六 17:30－17:55、星期日 17:30－18:00 節目 4月25日起 星期六、日 17:30－18:00 7月5日起 星期日 17:30－18:00 | 翡翠台 星期六 17:30－17:55、星期日 17:30－18:00 節目 4月25日起 星期六、日 17:30－18:00 7月5日起 星期日 17:30－18:00 |
| --- | --- | --- |
| | 寶石寵物Ⅴ （2015年2月15日－9月20日）                                                                                | |
| 星光少女·彩虹舞台                                                                                                   | 星光樂園 第1期 | |
| 翡翠台 星期一至五 15:45－16:15 節目 2月24日 停播                                                                    | | |
| 寵物反斗星 重播，第50－98集                                                                                         | 寶石寵物Ⅴ 重播 （2016年2月10日－4月22日）                                                                           | 紙箱戰機W 重播，1期最終回前特輯+W第1－58集                                                                          |

### DVD-BOX
預定全4卷專輯。第1卷有4個光碟，第2卷開始預定以3個光碟為1卷。
| 卷數 | 發售日         | 收錄話          | 規格編號  |
| ---- | -------------- | --------------- | --------- |
| 1    | 2013年10月25日 | 第1話 - 第16話  | TCED-1845 |
| 2    | 2014年1月31日  | 第17話 - 第28話 | TCED-1846 |
| 3    | 2014年4月25日  | 第29話 - 第40話 | TCED-1847 |
| 4    | 2014年6月27日  | 第41話 - 第52話 | TCED-1848 |

## 外部連結
- （日語）《寶石寵物 Happiness》東京電視台官網 （页面存档备份，存于）
- （繁體中文）《寶石寵物V》TVB官方網站 （页面存档备份，存于）